# Rắn hoa cỏ cổ đỏ
Rắn hoa cỏ cổ đỏ (danh pháp hai phần: Rhabdophis subminiatus) là động vật bò sát chi Rắn hoa cỏ họ Rắn nước, tên dân gian rắn cổ trĩ đỏ, rắn nước cổ đỏ, rắn cổ bẹt, rắn cổ đỏ vần, thuộc loại rắn độc có nanh độc sau. Về hình thể, có kích thước trung bình, tổng chiều dài chừng 78 đến 95 xăngtimét. Lưng phần đầu có màu xanh cỏ, vảy môi trên có màu hơi nhạt, bộ phận rãnh vảy có màu đen; mặt bụng phần đầu có màu trắng đục. Mình và mặt lưng đuôi có màu xanh cỏ, vùng cổ và da thịt giữa các mảng vảy của đoạn thân trước có màu đỏ; mình và mặt bụng đuôi có màu trắng vàng. Vùng đầu - cổ phân chia rõ ràng, hai dãy mảng vảy ở cổ và chính giữa lưng đoạn thân trước sắp đặt song song, một số cá biệt không có rãnh cổ; mắt khá to, con ngươi có hình tròn. Răng hàm trên có 23-25 cái, và 2 cái răng sau cùng đột nhiên to thêm, có một lỗ giữa xen giữa hàng răng phía trên với nó.
Hay hoạt động săn mồi trong ruộng lúa nước, dòng chảy chậm, ao hồ ở vùng có đập nước và lũng suối. Hoạt động ban ngày, phần nhiều phát hiện ở chỗ sát gần rãnh, mương, kênh, ngòi nước của vùng cày ruộng trồng trọt, chủ yếu lấy ếch, nhái làm thức ăn. Phân bố ở các nước như bán đảo Đông Dương, Trung Quốc, Indonesia, Nepal, v.v.

## Đặc trưng hình thái
Rắn hoa cỏ cổ đỏ về hình thể, có kích thước trung bình, tổng chiều dài giống đực (770+203) milimét, giống cái (945+190) milimét. Đầu và lưng có màu xanh cỏ, vảy môi trên có màu hơi nhạt, bộ phận rãnh vảy có màu đen; mặt bụng phần đầu có màu trắng đục. Mình và mặt lưng đuôi có màu xanh cỏ, vùng cổ và da thịt giữa các mảng vảy của đoạn thân trước có màu đỏ; mình và mặt bụng đuôi có màu trắng vàng.
Vùng đầu - cổ phân chia rõ ràng, hai dãy mảng vảy ở cổ và chính giữa lưng đoạn thân trước sắp đặt song song, một số cá biệt không có rãnh cổ; mắt khá to, con ngươi có hình tròn; chỗ vảy giữa mũi khá hẹp; vảy má 1 cái; vảy trước vành mắt 1 cái; vảy sau vành mắt 3 hoặc 4 cái, cá biệt là 2 cái; vảy màng tang 2+3 hoặc 2+2, vảy màng tang ở một bên tiêu bản cá biệt là 1 hoặc 3; vảy môi trên 8, công thức 2-3-3 (2 ở giữa, 3 ở 2 mặt bên), cá biệt là 3-2-3 (3 ở giữa, 2 và 3 ở 2 mặt bên), một bên tiêu bản thiểu số là 9, công thức 3-3-3; vảy môi dưới 10, phía trước - chỗ mảng hàm cắn trước có 5 cái; chiều dài mảng hàm trước và sau đại khái giống nhau hoặc mảng hàm sau ở tiêu bản cá biệt khá dài, mảng hàm sau chừng 3-5 cái vảy nhỏ chia tách cục bộ hoặc hoàn toàn chia tách không sát gần. Vảy lưng sắp đặt thành hàng 19-19-17, tất cả có ngấn nếp hoặc mỗi một hàng ngoài cùng của hai bên đều bằng phẳng trơn bóng; vảy bụng 147-184 cái; vảy hậu môn 2 phân; vảy dưới đuôi là hàng đôi, 62-97 đôi. Răng hàm trên có 23-25 cái, và 2 cái răng sau cùng đột nhiên to thêm, có một lỗ giữa xen giữa hàng răng phía trên với nó.

## Tập tính sinh tồn
Di chuyển trên cây, ở trong hang hốc. Hoạt động ban ngày, phần nhiều phát hiện ở chỗ sát gần rãnh, mương, kênh, ngòi nước của vùng cày ruộng trồng trọt, chủ yếu lấy ếch, nhái, cóc, nòng nọc làm thức ăn, cũng ăn cá nhỏ, côn trùng, chim và chuột. Rắn này phân bố rộng, tính thích ứng mạnh.

## Phương thức sinh sản
Rắn nước cổ đỏ là loài đẻ trứng, đẻ trứng vào giữa tháng 6-7 mỗi năm, mỗi lần 10-15 quả, đường kính trứng trung bình 20×11 milimét, có lúc rắn cái mang thai số trứng đạt hơn 40-83 quả. Thời kì ấp trứng là 29-50 ngày không giống nhau. Thân rắn con sơ sinh dài 15-17 milimét.

## Phân loài
|   | Tên gọi                         | Danh pháp khoa học                 | Người đặt tên và năm |
| - | ------------------------------- | ---------------------------------- | -------------------- |
| 1 | Rắn hoa cỏ cổ đỏ phương Bắc     | Rhabdophis subminiatus helleri     | Schmidt, 1925        |
| 2 | Rắn hoa cỏ cổ đỏ (nguyên chủng) | Rhabdophis subminiatus subminiatus | Schlegel, 1837       |

## Hiện trạng quần thể
Phạm vi phân bố rắn này rộng, lực sinh sản khá mạnh, không tiệm cận tiêu chuẩn giá trị tới hạn yếu mềm dễ chết, sắp nguy cơ tuyệt chủng của các loài vật sinh tồn, số lượng quần thể có xu hướng ổn định, do đó được đánh giá là loài vật không có nguy cơ sinh tồn.

## Nghiên cứu tương quan
Rắn hoa cỏ cổ đỏ thuộc về loài rắn độc, tức là những con rắn đó không có đủ cơ quan sinh độc điển hình, trong chúng nó cũng có đủ tuyến tương tự với tuyến độc của loài rắn độc, gọi là tuyến Duvernoy. Hơn nữa tuyến độc khác nhau có tác dụng độc tính khác nhau, biểu hiện là ra máu không ngừng, tan máu, hô hấp khó khăn gặp nhiều trở ngại, thận bị tổn hại. Chất bài tiết tuyến Duvernoy chủ yếu có sẵn chất hoạt hoá gốc enzym đông máu prothrombin, enzym thủy phân prôtêin protease và vật chất hoạt tính ra máu, có sẵn thành phần plasmin trực tiếp gây độc thần kinh sau xynap và/ hoặc có chứa các thành phần hoạt tính như hoạt lực PLA2 với cường độ khác nhau. Đặc trưng bệnh lí do tác dụng của chất lỏng tuyến Duvernoy sản sinh ở loài chuột nhỏ tương tự với độc rắn của họ Rắn lục bắn ra.
Loài rắn này tồn tại nanh độc ở mặt sau nằm cách xa cổ họng, ở phần gốc của nó chính là lối ra của tuyến. Bởi vì vị trí giải phẫu học của loại tuyến này, nó chỉ có thể săn lấy động vật khá nhỏ. Đối với người mà nói, chỉ có khi loài rắn này cắn vào ngón tay, hàm dưới của rắn đẩy về phía trước, độc tố tiết ra lúc chích vào vết thương mới phát sinh nguy hiểm. Nó lúc gặp người đầu tiên là sợ hãi, chỉ là khi nó cảm thấy bị uy hiếp hoặc bị kích động thì mới cắn người. Người bị thương có ứ máu dưới da khá nặng ở chung quanh vết thương, mất đi tri giác sau vài giờ, đồng thời xuất hiện tổn thương thận. Sau vài ngày mới tử vong. Từ giải phẫu thi thể phát hiện tất cả khí quan ra máu, và ở vi huyết quản xuất hiện huyết khối prôtêin sợi, gọi là fibrinogen (FIB).
Nghiên cứu phát hiện, răng hàm trên có hai sau cùng đột nhiên to thêm, răng có đủ sự kiên cố và không có rãnh, có một lỗ giữa xen giữa hàng răng phía trên với nó, chính là loài rắn độc có nanh độc sau. Tuy nhiên, giới học thuật trước đây đem rắn này coi là rắn không độc, sách "Dự phòng và chữa trị độc rắn và vết thương do rắn cắn của Trung Quốc" xuất bản năm 1974, xác định rõ là rắn không độc, sách "Độc xà học Trung Quốc" (bản thứ hai) xuất bản tháng 12 năm 1998 cũng không đem rắn hoa cỏ cổ đỏ liệt vào phân loại rắn độc.
Năm 1992, Đại học Y khoa Quảng Tây phát hiện trường hợp đầu tiên rắn hoa cỏ cổ đỏ cắn bị thương trúng độc bắt đầu gây ra mất đông máu, bệnh nhân có vết thương chảy máu không ngừng. Kể từ sau đó đến năm 2007, liên tục phát hiện 7 trường hợp bị rắn hoa cỏ cổ đỏ cắn bị thương bắt đầu gây ra mất đông máu, bệnh nhân có vết thương nghiêm trọng chảy máu không ngừng. Trong đó có 3 trường hợp sau đó phát xuất huyết não, suy kiệt chức năng thận cấp tính.
Rắn hoa cỏ cổ đỏ thuộc chi Rắn hoa cỏ họ Rắn nước, răng độc không rãnh, không ống, nhưng có hình dạng giống lưỡi dao sắc bén nên gọi là răng bén. Răng độc ở loài rắn độc có răng bén sinh ra ở phía sau của hàm trên bên trong mép, răng độc ngắn, hơn nữa tuyến độc không phát triển, lượng bài tiết ít, lúc cắn người rất khó dùng răng độc cắn đến thân người, trừ phi bộ phận bị cắn bị đưa vào bên trong miệng rất sâu, còn không thì khó chạm đến răng bén, do đó thông thường không dễ hình thành trúng độc. Độc tố của rắn này là độc tố máu, bỗng nhiên có một hôm đi thẳng vào cơ thể người ngay tức khắc gây ra mất đông máu, có trạng thái khử bỏ hoàn toàn fibrinogen.
Trên lâm sàng bệnh nhân bị rắn hoa cỏ cổ đỏ cắn bị thương có vết thương ra máu không ngừng, thâm chí toàn thân có khuynh hướng xuất huyết, nhưng mà tình huống phổ thông không nghiêm trọng, rất ít xuất hiện chức năng tuần hoàn bất toàn và suy kiệt đa tầng cơ quan. Trừ khi ra máu không thể ngừng được, cho nên dẫn đến sốc xuất huyết (hemorrhagic shock), hoặc khí quan trọng yếu ra máu như xuất huyết não nên dẫn đến chết.
Thời gian đông máu của phương pháp ống thử kiểm tra huyết dịch học đều kéo dài rõ ràng, máu bên trong ống thử phổ thông chưa có khả năng ngưng kết. Thời gian prothrombin (PT), thời gian thromboplastin bộ phận hoạt tính hoá (APTT) và thời gian thrombin (TT) đều kéo dài, prôtêin sợi (fibrinogen) giảm thiểu rõ ràng, về cơ bản đo lường kiểm tra không ra, thí nghiệm plasma protamine paracoagulation (hay gọi test 3P) dương tính và chất D-dimer gia tăng, có trạng thái bệnh máu khử fibrinogen. Vết thương do rắn độc có thể gây ra chứng đông máu trong mạch máu mang tính toả khắp (DIC) - sự thay đổi về mặt huyết dịch học, nhưng mà vết thương do rắn độc cắn hay xuất hiện hiện tượng mâu thuẫn trong đó kiểm tra huyết dịch học ở phòng thí nghiệm vô cùng điển hình nhưng mà triệu chứng lâm sàng khá nhẹ. Loại triệu chứng này về phương diện y học gọi là hội chứng DIC.

## Hình ảnh

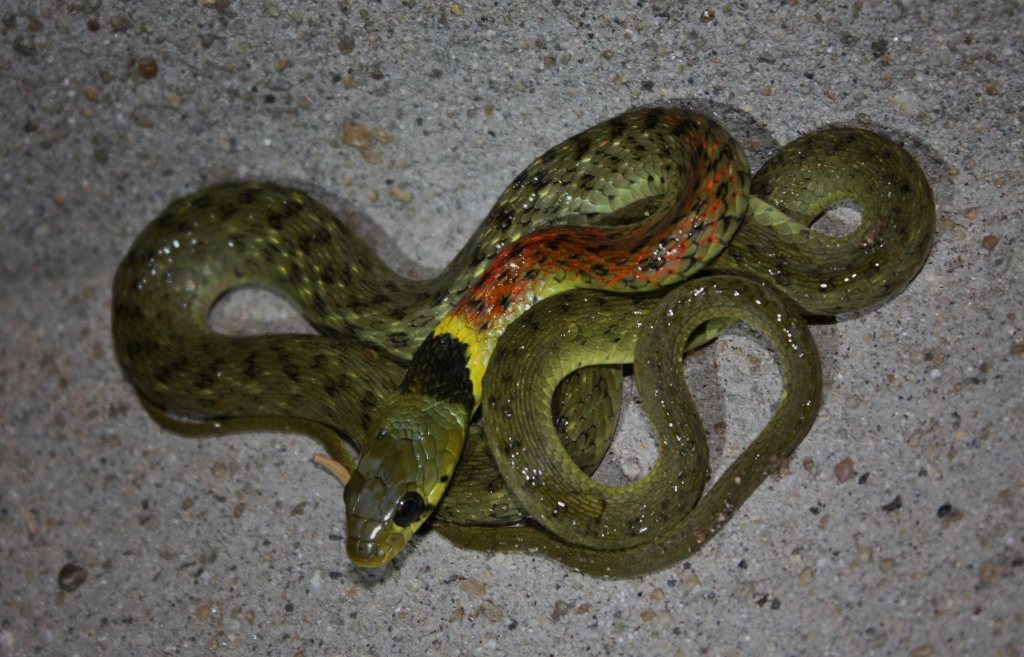